# Werner Gley
Werner Gley  (* 16. August 1902 in Löwenberg; † 16. Juli 1990 in Koblenz) war ein deutscher Geograph.

## Leben
Er studierte in Berlin (1926 Doktor der Philosophie an der Friedrich-Wilhelms-Universität zu Berlin), Frankfurt am Main (1932 Doctor habilitatus Goethe-Universität) und Heidelberg. 1938 wurde er außerordentlicher Professor für Geographie und Leiter der wissenschaftlichen Abteilung der Ravenstein’schen Geographischen Anstalten Frankfurt am Main. 1956 wurde er wissenschaftlicher Angestellter des Bundesarchivs Koblenz. 1959 wurde er pensioniert.

## Schriften (Auswahl)
- Die Besiedelung der Mittelmark von der slawischen Einwanderung bis 1624. Stuttgart 1926, OCLC 20795927.
- Das Siedelungs- und Agrarwesen der Mittelmark im Mittelalter. Stuttgart 1926, OCLC 177328612.
- Die Entwicklung der Kulturlandschaft im Elsass bis zur Einflussnahme. Beiträge zu den kulturgeographischen Problemen der Oberrheinlande Frankreichs. Frankfurt am Main 1932, OCLC 34894032.
- Belgisch-Kongo als Wirtschafts- und Verkehrsraum. Würzburg 1942, OCLC 255891505.